# Maria Lluïsa Suau
Maria Lluïsa Suau (Palma, 17 de setembre de 1939) és una periodista balear.
Treballà a Ràdio Popular durant la transició democràtica espanyola i va presentar el primer Informatiu Balear televisat en català a les Illes Balears des de TVE, per iniciativa de Jeroni Albertí i Josep Melià i Pericàs. Estrenat el 15 de novembre de 1979, quan encara no existia el centre territorial de les Illes Balears, s'emeté durant els primers mesos des de Madrid.
El 2004 es va jubilar i el 18 de març de 2007 participà en una manifestació de protesta contra la degradació del territori a les Illes Balears convocada pel Grup d'Ornitologia Balear i la Plataforma Salvem Mallorca i en va llegir el manifest. El 2008 va rebre el Premi Ramon Llull.